# Aichelberg
Aichelberg là một đô thị ở huyện Göppingen ở bang Baden-Württemberg in southern thuộc nước Đức. Đô thị này có diện tích 4,01 km², dân số thời điểm 31 tháng 12 năm 2020 là 1345 người.